# Laelia rubripennis
Laelia rubripennis är en fjärilsart som beskrevs av Moore 1884. Laelia rubripennis ingår i släktet Laelia och familjen tofsspinnare. Inga underarter finns listade i Catalogue of Life.